# Young Tuxedo Brass Band

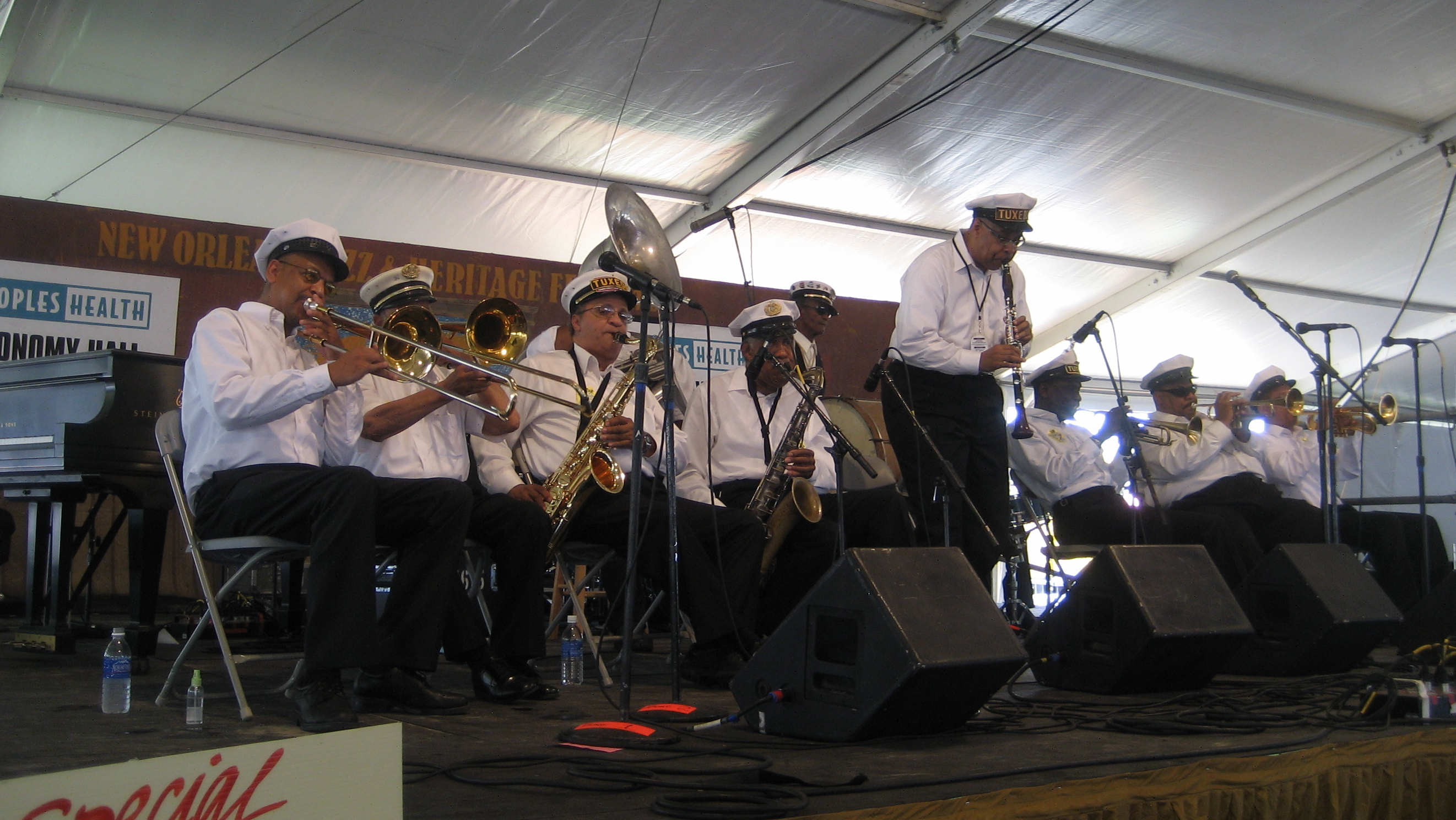
Young Tuxedo Brass Band mit Solist Michael White beim New Orleans Jazz & Heritage Festival 2009

Die Young Tuxedo Brass Band ist eine Brass Band in New Orleans, die 1938 vom Klarinettisten John Casimir (1898–1963) gegründet wurde. Sie wirkten ab den 1940er Jahren an einer Wiederbelebung der Brass Band Tradition in New Orleans mit. Die Band besteht bis heute als eine der traditionsreichsten Marching Bands in New Orleans.
Sie sind nicht mit der älteren Tuxedo Brass Band von Papa Celestin zu verwechseln, nach der sie sich als jüngere Band benannte. 1954 spielten sie auf der Beerdigung von Papa Celestin.
Üblicherweise spielen in ihr neun bis elf Musiker: zwei Trompeten, zwei Posaunen, Klarinette und Saxophon, Sousaphon oder Tuba, Snare Drum und Basstrommel.
Sie nahmen zuerst 1958 für Atlantic Records auf (New Orleans Joys mit Paul Barbarin an der Snare Drum). 1978 spielten sie im Weißen Haus anlässlich des 25-jährigen Jubiläums des Newport Jazz Festivals. 1975 nahmen sie mit Paul McCartney in New Orleans auf. Sie spielen regelmäßig auf dem New Orleans Jazz & Heritage Festival.

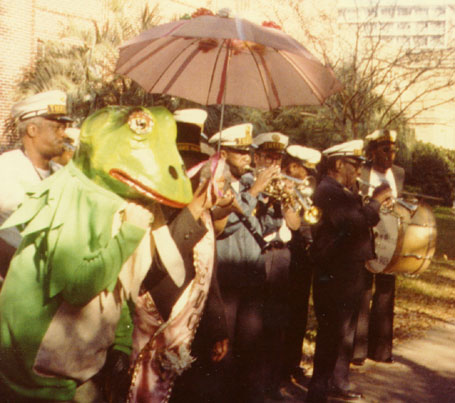
Die Young Tuxedo Brass Band im Karneval 1980 mit den Trompetern Gregg Stafford und Kid Simmons

Leiter war nach dem Tod von Casimir 1963 für kurze Zeit sein Cousin Wilbert Tilman, der Sousaphon-Spieler der Band, der aber aus Gesundheitsgründen noch 1963 an den Klarinettisten und Saxophonisten Andrew Morgan (1901–1972) abgab. Nach dessen Tod war der Saxophonist Herman Sherman (1923–1984) der Leiter und danach der Trompeter Gregg Stafford. Unter Sherman tourten sie in den USA und außerhalb in Europa.

## Diskographische Hinweise
- Jazz Begins: Sounds Of New Orleans Streets: Funeral and Parade Music (mit Andrew Anderson, John Brunious, Albert Walters, Clement Tervalon, Jim Robinson bzw. Eddie Pierson, Herman Sherman, Andrew Morgan, John Casimir, Wilbert Tillman, Emile Knox, Paul Barbarin; 1958)
- Jazz Continues (mit Jack Willis, Gregg Stafford, John Simmons, Lester Caliste, Clement Tervalon, Michael White, Herman Sherman, Joe Torregano, Walter Payton, Lawrence Trotter, Charles Barbarin; 1983)